# Heinrich von Podewils (Feldmarschall)

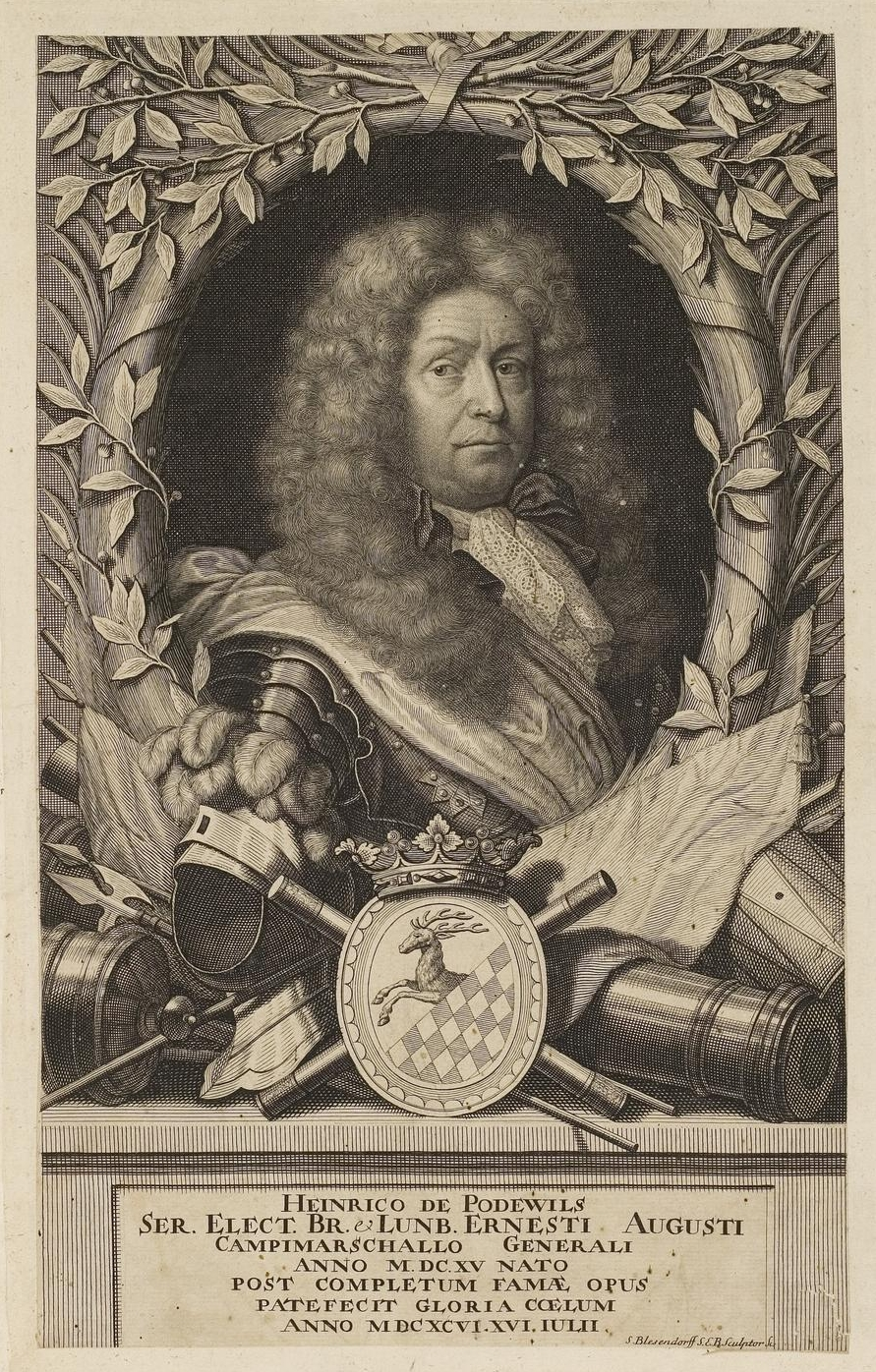
Heinrich von Podewils

Heinrich von Podewils (* 5. Mai 1615 auf Vorwerk bei Demmin in Vorpommern; † 16. Juli 1696 in Hamburg) war ein deutscher Söldnerführer in französischem Dienst und braunschweigisch-lüneburgischer Generalfeldzeugmeister.

## Leben

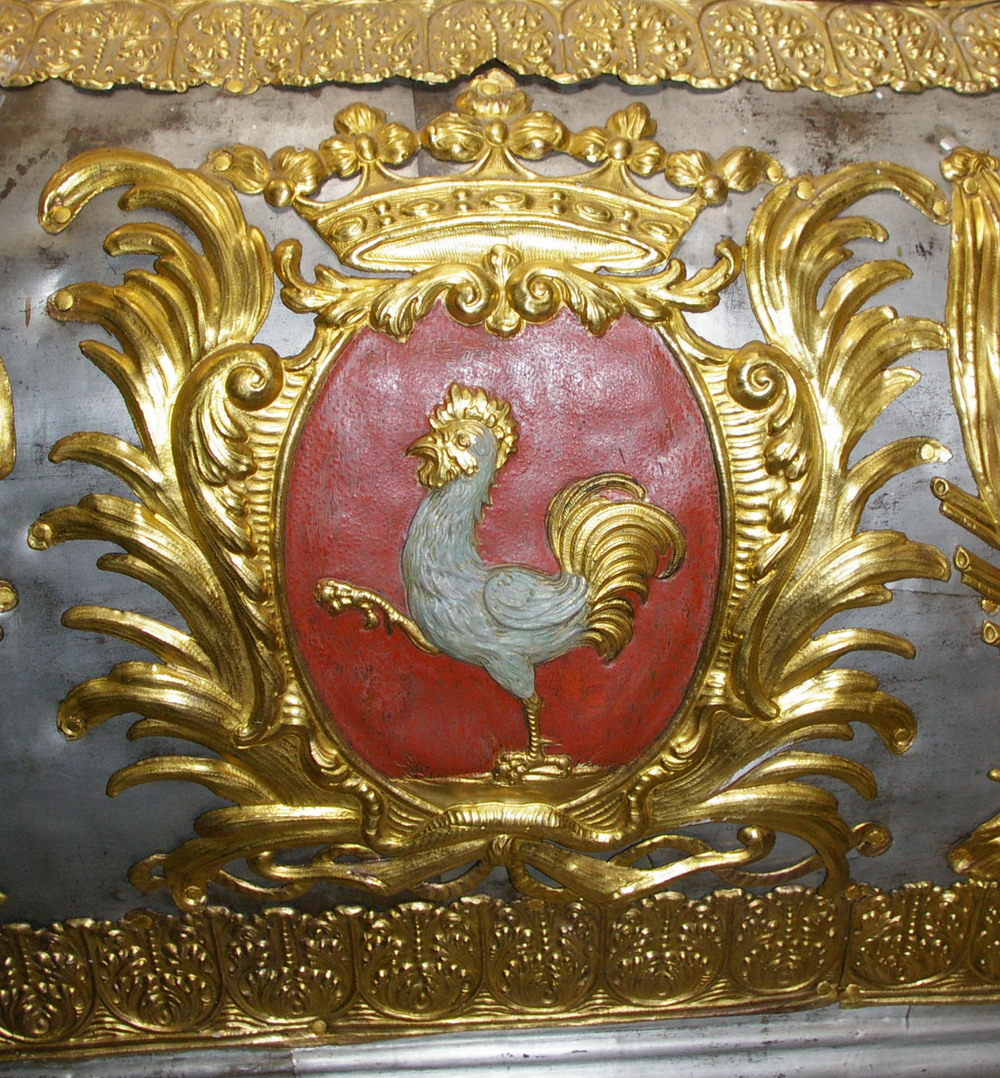
Wappen an Heinrich von Podewils Sarkophag in der Gruftkapelle in Krangen.

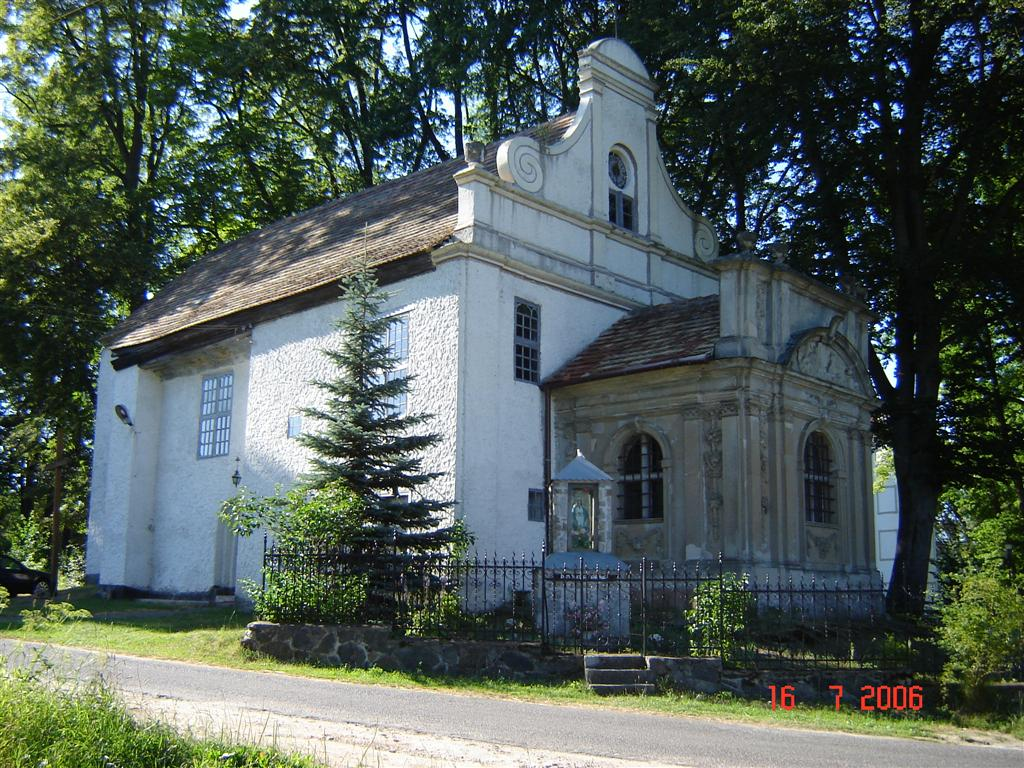
Grabkapelle Podewils in Crangen

Heinrich von Podewils entstammte dem namhaften, in Pommern schlossgesessenen Adelsgeschlecht derer von Podewils. Seine Eltern waren der königlich dänische Rat, Landvogt, sowie Erbherr auf Krangen und Haus Demmin Joachim von Podewils (1577–1616) und die Margaretha von Ramel a.d.H. Wusterwitz, Tochter des dänischen Kanzlers und Hofmeisters Heinrich von Ramel († 1610). Podewils, schlug die militärische Laufbahn ein und besuchte zunächst die Ritterakademie zu Sorø, die zu dieser Zeit Heinrich von Ramel (1601–1653) leitete, sein Onkel mütterlicherseits. Anschließend setzte er seine Studien an der Universität Leiden und in Paris fort, wo er sich vor allem mit Mathematik und Festungsbau befasste. Er fand in Herzog Bernhard von Sachsen-Weimar einen Lehrmeister, in dessen Armee er im Dreißigjährigen Krieg diente. Als nach dem Tod des Herzogs die Kader dieser Armee auf Betreiben Kardinal Richelieus für den Kriegsdienst in Frankreich angeworben wurden, nahm auch Podewils – wie die meisten der Offiziere der Armee – das Angebot an und wurde Söldner der französischen Armee. Dort beeindruckte er seine Vorgesetzten mit seiner militärischen Sachkenntnis. Nachdem der Dreißigjährige Krieg mit dem Westfälischen Frieden zu Ende gegangen war, entschloss sich Podewils zunächst, in seine pommersche Heimat zurückzukehren.
Der französische Heerführer Turenne wollte Podewils jedoch möglichst in französischen Diensten behalten. Er entsandte deshalb eigens einen Kurier nach Pommern, um Podewils dort ausfindig machen zu lassen und ihm ein Kavallerie-Regiment und andere Privilegien anzubieten. Podewils ging darauf ein und nahm ab 1652 an Kriegshandlungen in Nordfrankreich und den Spanischen Niederlanden teil. 1657 wurde er zum Brigadier des armes du roi der Kavallerie befördert. Als Führer der ausländischen Reiterei sollte er 1659 den Befehl über deutsche Hilfstruppen erhalten, wozu es jedoch wegen des Waffenstillstands im Mai und des späteren Pyrenäenfriedens nicht mehr kam. 1661 wurde sein Regiment bis auf eine Kompanie aufgelöst.
Kurz darauf hatte Ludwig XIV. dem Grafen von Coligny den Oberbefehl über ein 6.000 Mann starkes französisches Hilfskorps übertragen, das Kaiser Leopold I. im Türkenkrieg von 1664 zu Hilfe eilen sollte. Podewils wurde ihm am 12. Januar 1664 zugeteilt und am 13. Januar zum Maréchal de camp befördert. Noch im selben Jahr hatte das Hilfskorps Anteil an einem wichtigen Sieg gegen die Türken in der Schlacht bei St. Gotthard. Anschließend bedankte sich Ludwig XIV. in mehreren persönlichen Schreiben bei Podewils für seinen erfolgreichen Einsatz und erteilte ihm ehrenhalber die französische Staatsbürgerschaft. In dem Schreiben Ludwig XIV. vom 6. Dezember 1664 an Podewils heißt es wörtlich:
„Pour vous répondre en un mot sur les lettres de naturalité dont vous me remerciez, je vous dirai que quand on fait des graces de cette nature à des personnes comme vous, c'est plus acquérir que donner.“
Ab 1665 diente Podewils unter Saint-Luc in Guyenne. Während des Devolutionskrieges nahm er an den Belagerungen von Tournai, Douai und Lille teil. Bis zur erneuten Auflösung seines Regiments nach dem Frieden von Aachen (1668) diente er wieder unter Turenne in Flandern.
Podewils wurde von französischer Seite mehrfach in Aussicht gestellt, dass er, falls er zum katholischen Glauben konvertieren würde, in Frankreich in den Rang eines Marschalls von Frankreich erhoben werden und weitere Privilegien erhalten könne. Da er um materieller Vorteile willen sein Gewissen nicht belasten wollte, schlug er solche Angebote aus und blieb seiner Konfession treu.
Er war gerade im Begriff, sich gänzlich vom Kriegsdienst loszusagen und sich zur Ruhe zu setzen, als Herzog Johann Friedrich von Braunschweig dringend einen fähigen Kommandeur für ein von ihm zusammengestelltes Truppenkontingent benötigte. Podewils wurde von Turenne und anderen zugeredet, doch das Kommando zu übernehmen, was er 1672 tat. Er wurde zum Generalleutnant befördert, erhielt gleichzeitig die Geheimrats- und Gouverneurs-Charge, und ihm wurde das in Hannover in Garnison liegende rote Infanterieregiment zugeteilt.
Zugleich blieb Podewils auf französischen Wunsch hin Angehöriger der französischen Armee. Von ihr erhielt Podewils – mit Genehmigung des Herzogs – eine Pension. Ludwig XIV. hatte sich vorbehalten, ihn bei Bedarf wieder zu „accomodiren“.
Podewils’ Hauptaufgabe in Hannover waren die Organisation der hannoverschen Armee und die Ausbildung der Truppen nach französischem Vorbild. Nachdem Turenne 1673 den Rhein überschritten hatte, erhielt Podewils den Befehl über die bei Hameln vereinigten hannoverschen Militärkontingente, die die Weser überquerten und die lippischen Lande besetzten. Dadurch bedrohte er die brandenburgischen Provinzen in Westfalen, was Friedrich Wilhelm mit zum Abschluss des Separatfriedens von Vossem bewog. Da Herzog Johann Friedrich sich nicht zur aktiven Parteinahme für Frankreich und Aufgabe seiner vom Kaiser zugestandenen Neutralität bewegen ließ, wurden Podewils Truppen in die Umgebung von Göttingen und anschließend ins nördliche Thüringen und das Eichsfeld verlegt. Von seinem Hauptquartier in Mühlhausen aus betrieb er Verhandlungen mit dem Kurfürstentum Sachsen. Ziel war es, dem drohenden brandenburgische Übergewicht in Norddeutschland ein Bündnis zwischen den albertinischen und welfischen Ländern entgegenzusetzen, wofür Podewils im Namen der Welfenherzöge 1678 zu Kindelbrück und zu Eisleben Verträge abschloss.
Nach dem Tod Herzog Johann Friedrichs von Braunschweig Ende 1679 nahm dessen Bruder und Nachfolger, der spätere Erste Braunschweigisch-Lüneburgsche Kurfürst Ernst August, Podewils in seine Dienste und beließ ihm den Oberbefehl über die gesamte Armee. Podewils war diplomatisch tätig gewesen, als im Oktober 1681 in Langensalza ein weiterer Vertrag mit Kursachsen geschlossen wurde. 1688 wurde er mit hannoverschen Regimentern gegen dänische Truppen, die Hamburg bedrohten, an die Unterelbe entsandt. Unter dem Oberbefehl Ernst Augusts zog er von dort im Pfälzischen Erbfolgekrieg an den Rhein und den Main. Als Generalfeldzeugmeister war er bei den Belagerungen von Mainz und Bonn anwesend und zog 1690, obwohl halbblind und gebrechlich, mit dem Erbprinzen Georg nach Brabant. Danach führte er erst 1693 wieder hannoversche Truppen wegen Erbstreitigkeiten im Herzogtum Sachsen-Lauenburg an die Elbe.
Podewils war niemals verheiratet und starb mit 81 Jahren in Hamburg, ohne ein Testament zu hinterlassen. Nach Hamburg hatte er sich begeben, um einen Arzt aufzusuchen. Er wurde in der Gruftkapelle in Krangen bestattet.